# Confédération sportive internationale du travail
CSIT – Confederazione Sportiva Internazionale dei lavoratori (in inglese International Workers and Amateurs in Sports Confederation e in francese Confédération Sportive Internationale Travailliste et Amateur) è un'organizzazione multisportiva internazionale.  CSIT è riconosciuta dal CIO (Comitato Olimpico Internazionale) dal 1896 ed è membro del GAISF (Global Association of International Sport Federations, fino al 2017 SportAccord) dal 1973.
L'obiettivo di CSIT è promuovere lo "Sport per tutti".

## Storia
Fu fondata il 10 maggio 1913 a Gand, in Belgio.
Durante e dopo le guerre mondiali, fu rifondata due volte: il 14 settembre 1920 a Lucerna, in Svizzera, e il 30 maggio 1946 a Bruxelles, in Belgio, con il nome di "Comité Sportif International du Travail."
A partire dal 2011, CSIT ha puntato ad alcuni cambiamenti: nel 2011, durante un congresso a Rio de Janeiro, si è deciso di rendere CSIT accessibile a tutti gli sportivi dilettanti: la denominazione dell'organizzazione è stata estesa a "International Workers and Amateurs in Sports Confederation" in inglese, e "Confédération Sportive Internationale Travailliste et Amateur." in francese.
Nel 2013, ha celebrato il suo centesimo anniversario.

## Manifestazioni multisportive organizzate
Le principali attività consistono in grandi e piccoli eventi sportivi per dilettanti, più precisamente CSIT World Sports Games e CSIT Single Championship . Gli eventi sportivi sono considerati come festival di amicizia, scambio culturale, eventi che promuovono la consapevolezza della tolleranza, del rispetto, dell'unità, della sostenibilità e del fair play nell'ambiente sportivo.

## Attività
Le principali attività CSIT sono le seguenti:
- CSIT World Sports Games: campionati per tutti i lavoratori e dilettanti di diversi paesi e culture di tutto il mondo.

- CSIT Single Championship: campionati sportivi singoli in tutto il mondo di beach volley, nuoto, scacchi, tennis, ecc.
- Sport per tutte le attività: Sport per Anziani (Anziani 55+): eventi per gli anziani coinvolgendoli nella pratica di specifici sport e attività fisiche, scambio di programmi di allenamento.
- Sport per disabili: a partire dai prossimi World Sport Games 2023 di Cervia, CSIT include anche gli sport per disabili. L'intenzione è quella di unire gli atleti senza alcuna disabilità insieme ai disabili in squadre, promuovendo l'idea di inclusione, unità e tolleranza nello sport.
- YOUAca: Accademia Giovanile dello Sport di Base, alla sua seconda edizione (YOUAca 2.0.) con 5 nazioni partecipanti: Italia (AICS), Spagna (UCEC), Croazia (Health Life Academy), Finlandia (TUL), Estonia (Kalev). Nella sua terza edizione, YOUAca dovrebbe essere rinominato YOU.Lead.
- Ponti - costruzione di integrazione e solidarietà tra "vecchi" e "nuovi" cittadini (abitanti locali e immigrati di diversi paesi): creazione di comunità locali inclusive per rafforzare la solidarietà.

## Stati Membri
A partire da giugno 2021, CSIT ha i seguenti Stati membri: 
| Paese         | Membro | Adesione             |
| ------------- | --- | -------------------- |
| Algeria       | Federazione Algerienne Sport et Travail | Completo o associato |
| Americhe      | Confederação Pan-Americana de Desporto do Trabalhador | (sub)-continentale   |
| Austria       | Arbeitsgemeinschaft für Sport und Körperkultur in Österreich [ de ] - MAMANET Austria | Completo o associato |
| Belgio        | Association Francophone du Sport Travailliste Belge - FROS Multisport Vlaanderen vzw - Vlaamse Vechtsport Associatie | Completo o associato |
| Bulgaria      | Federazione bulgara dei lavoratori "Sport e salute" | Completo o associato |
| Camerun       | TAssociation Sportive Travailliste du Cameroun | Completo o associato |
| Cina          | Centro cinese dei lavoratori per gli scambi internazionali | Completo o associato |
| Croazia       | Accademia Vita Sanitaria | Completo o associato |
| Cipro         | Pancyprian Worker's Sport Club di Cipro | Completo o associato |
| Danimarca     | Dansk Arbejder Idraetsforbund | Completo o associato |
| Estonia       | Associazione sportiva estone "Jõud" - Associazione sportiva estone Kalev | Completo o associato |
| Finlandia     | Suomen Työväen Urheiluliitto | Completo o associato |
| Francia       | Fédération française du sport travailliste [ fr ] - Federazione sportiva e palestra di lavoro [ fr ] | Completo o associato |
| Germania      | Rad- und Kraftfahrerbund "Solidarität" Germania 1896 eV | Completo o associato |
| Grecia        | Organizzazione ellenica per lo sport aziendale e la salute | Completo o associato |
| India         | Fondazione sportiva indiana Dr. BR Ambedkar | Completo o associato |
| Iran          | Federazione degli sport amatoriali e lavoratori dell'Iran | Completo o associato |
| Iraq          | Federazione sportiva delle società irachene | Completo o associato |
| Irlanda       | Associazione atletica Irlandese | Completo o associato |
| Israele       | Associazione sportiva Hapoel | Completo o associato |
| Italia        | Associazione Italiana Cultura e Sport - Associazione di Cultura Spoprt e Tempo Libero - Centro Nazionale Sportivo Libertà - Federazion Italiana Sport Acrobatici e Coreografici - Centro Sportivo Educativo Nazionale - Mamanet Italia - Federazione Italiana Footbike (FIFB) | Completo o associato |
| Kosovo        | Federazione Sportiva dei lavoratori del Kosovo | Completo o associato |
| Lettonia      | Associazione Lettone Sport per Tutti | Completo o associato |
| Lituania      | Società sportiva lituana "ZALGIRIS" | Completo o associato |
| Malta         | Malta Sport per tutti | Completo o associato |
| Messico       | Instituto del Deporte de los Trabajadores | Completo o associato |
| Olanda        | Nederlandse Culturele Sportbond | Completo o associato |
| Perù          | Asociacion Deportiva Peruana de los Trabajadores (ADEPET) | Completo o associato |
| Portogallo    | Fondazione INATEL [ pt ] - Federação Portuguesa de Lohan Tao Kempo | Completo o associato |
| Russia        | Associazione sportiva russa "Atom-sport" | Completo o associato |
| Slovenia      | Unione degli sport dilettantistici e operai della Slovenia | Completo o associato |
| Corea del Sud | Comitato per lo sport degli impiegati in Corea | Completo o associato |
| Spagna        | Unió de Consells Esportius de Catalunya | Completo o associato |
| Svizzera      | Schweizerischer Arbeiter-Turn- und Sportverband [ de ] - FederSvizzera - Sport per tutti | Completo o associato |
| Tunisia       | Organisation Nationale Culture Sport et Travail - Fédération Tunisienne Sport et Travail | Completo o associato |
| Turchia       | Federazione turca di sport per tutti | Completo o associato |
| Ucraina       | Federazione ucraina di combattimento corpo a corpo (UHHCF) | Completo o associato |